# 김해 김씨 (후김)

## 역사
시조 김렴(金濂)은 경순왕의 후예로 고려조에 벼슬이 봉어(奉御)에 이르렀고 김해군(金海君)에 봉해져 후손들이 김해(金海)를 본관으로 삼았다.
후손 김시흥(金時興)이 묘청의 난을 진압하는데 공적을 세워 김녕군(金寧君)에 봉해지자 후손들이 그를 시조로 하고 본관을 김녕(金寧, 김해의 옛 지명)으로 하여 분적 하여 김녕 김씨(金寧 金氏)로 창본 하였다.
이 때 본관을 김녕으로 바꾸지 않고, 김해로 유지 존속한 파가 김해 김씨 익화파(益和派) · 종남파(從南派) · 법흥파(法興派) · 종민파(宗敏派) 등이다.
조선 시대에 와서 가문이 크게 현달하지 못했는데, 그 이유는 법흥파(法興派) 파조 김춘(金春)이 김해 군수로 있을 때 족형 백촌(白村) 김문기(金文起)가 사육신과 함께 단종 복위를 도모하다가 실패하여 순절하면서 멸문지화를 당하게 되자, 황해도 풍천으로 피신해 버렸기 때문이다.
고려말 김녕(金寧) 지명이 김해(金海)로 바뀌면서 본관도 김해로 하였는데, 김수로왕 계열의 김해 김씨와 혼돈이 되어, 김해 김씨(후김)(後金)이라 불리다가 조선조 말 1881년(고종 21)의 왕명에 의해 다시 김녕(金寧)이라 하였다.
수로왕계의 김해 김씨를 선김(先金), 김알지계의 김해 김씨를 후김(後金)이라 하여 구분하고 있다.

### 분파
- 김해 김씨 익화파(益和派)
- 김해 김씨 종남파(從南派)
- 김해 김씨 법흥파(法興派)
- 김해 김씨 종민파(宗敏派)

## 본관
김해(金海)는 경상남도 동남부에 위치해 있으며 옛 이름은 금관 또는 금녕이다. 삼한시대에 구야국이라는 소국 단계로 발전했다. 삼국시대에는 가야국으로 발전해 가야연맹체의 중심세력이 되었다. 532년(법흥왕 19)에 구해왕(九垓王)이 신라에 투항해 금관군(金官郡)이 되었다가, 680년(문무왕 20)에 금관소경(金官小京)이 설치되었으며, 757년(경덕왕 16)에 김해소경(金海小京)으로 개칭하였다. 고려 초 940년(태조 23)에 김해부가 되었다가, 임해군으로 승격했다. 1012년(현종 3)에 김주(金州)로 개칭되고, 1308년에 김주목(金州牧)으로 승격되었으며, 1310년(충선왕 2)에 김해부가 되었다. 1413년(태종 13)에 김해도호부(金海都護府)로 승격되고, 1895년(고종 32) 지방관제 개편으로 김해군(金海郡)이 되었다가 1981년 김해시로 승격하였다.

## 분적
김해 김씨(선김) 갑자보(甲子譜) 서문에 의하면 광산· 나주· 안동· 의성· 경주· 광주· 수원 김씨는 모두 그 후손(後孫)으로 수원(水原)이 바로 그 전의 우리 관향(貫鄕)이었다고 한다.(光羅安義慶廣水原之金皆其餘裔而水原卽我之舊貫也)
- 광산 김씨
- 나주 김씨
- 안동 김씨
- 의성 김씨
- 경주 김씨
- 광주 김씨
- 수원 김씨
- 뉴욕 김씨

## 같이 보기
- 김녕 김씨
- 법흥 김씨
- 김해 김씨
- 김해 김씨 (김충선)